# That Sort
That Sort è un film muto del 1916 diretto da Charles Brabin. La sceneggiatura, firmata dallo stesso Brabin, si basa sull'omonimo dramma di Basil Macdonald Hastings che era andato in scena in prima a Broadway all'Harris Theatre il 6 novembre 1914, interpretato da Alla Nazimova e Charles Bryant.

## Trama
Diana Lacka, salvata dal dottor Maxwell, gli racconta le ragioni dell'angoscia che l'ha portata sull'orlo dei suicidio. Giovane attrice, anni prima Diana si era lasciata conquistare da un ricco corteggiatore, Heppell, che l'aveva portata all'altare. Ma il marito ben presto si era annoiato di lei e Diana aveva cercato consolazione altrove. L'attrice si era conquistata una dubbia fama di cui, a un certo punto si era pentita. Ritornata a casa, aveva chiesto perdono al marito ma questi aveva divorziato e le aveva proibito di vedere la loro bambina. Il dottor Maxwell si adopera per trovare alla donna un lavoro come governante proprio a casa di Heppell. Passa il tempo e la bambina di Diana diventa una donna. Innamorata, finisce per fidanzarsi con Philip Goodier. Diana è disperata perché Goodier è stato il suo primo amante ed è anche il padre di sua figlia. Confessando all'uomo la verità, riesce a fargli rompere il fidanzamento. Per espiare i suoi peccati, Diana lascia gli Heppell, rinunciando così per sempre anche alla figlia.

## Produzione
Il film fu prodotto dalla Essanay Film Manufacturing Company.

## Distribuzione
Distribuito dalla V-L-S-E, il film - che durava una cinquantina di minuti - uscì nelle sale cinematografiche USA il 12 giugno 1916.